# Йоганн Зіммлер
Йоганн Зіммлер (нім. Johann Simmler; 22 червня 1895, Сараєво — 27 серпня 1947) — австро-угорський, австрійський і німецький офіцер, генерал-майор вермахту.

## Біографія
18 серпня 1913 року вступив в австро-угорську армію. Учасник Першої світової війни, служив у 2-му інженерному батальйоні. Після війни продовжив службу в австрійській армії. Після аншлюсу 15 березня 1938 року автоматично перейшов у вермахт. З 10 листопада 1938 року — командир роти 7-го інженерного батальйону, з 26 серпня 1939 року — 268-го інженерного батальйону, з 10 лютого або 8 березня 1941 року — 516-го інженерного полку. З 5 грудня 1941 по 12 березня 1943 року — керівник інженерних частин 4-ї армії, з 1 грудня 1943 року — 9-го інженерного командування особливого призначення.

## Звання
- Лейтенант (1 серпня 1914)
- Оберстлейтенант (1 лютого 1939)
- Оберст (1 лютого 1941)
- Генерал-майор (30 січня 1945)

## Нагороди
- 2 срібні і бронзова медаль «За військові заслуги» (Австро-Угорщина) з мечами
- Військовий Хрест Карла
- Медаль «За поранення» (Австро-Угорщина) з однією смугою
- Пам'ятна військова медаль (Австрія) з мечами
- Хрест «За вислугу років» (Австрія) 2-го класу для офіцерів (25 років)
- Золотий і срібний знак «За заслуги перед Австрійською Республікою»
- Пам'ятна військова медаль (Угорщина) з мечами
- Почесний хрест ветерана війни з мечами
- Медаль «За вислугу років у Вермахті» 4-го, 3-го, 2-го і 1-го класу (25 років)
- Нагрудний знак «За поранення» в чорному (12 травня 1940)[1] — заміна австро-угорської медалі «За поранення».
- Залізний хрест[1]
  - 2-го класу (2 липня 1941)
  - 1-го класу (10 жовтня 1941)
- Медаль «За зимову кампанію на Сході 1941/42» (16 серпня 1942)[1]
- Хрест Воєнних заслуг[1]
  - 2-го класу з мечами (20 квітня 1943)
  - 1-го класу з мечами (15 липня 1943)